# Honda D
Honda D — рядный четырёхцилиндровый двигатель внутреннего сгорания, применявшийся в различных компактных автомобилях (чаще всего — в Honda Civic, CRX, Logo, Stream и Integra). Объём двигателя варьируется от 1,2 до 1,7 л. Двигатель Honda D имеет клапанный механизм SOHC или DOHC и может оснащаться системой VTEC с регулируемым подъёмом клапанов. Мощность варьируется от 49 кВт (66 л. с.) до 96 кВт (130 л. с.). Производство началось в 1984 году и закончилось в 2006 году. Кульминация технологии двигателей Honda D — трёхступенчатый VTEC, применявшийся в двигателях D15B и D15Z7 на рынках за пределами США. В моделях более ранних выпусков также применялась однопортовая система впрыска топлива Honda PGM-CARB, что означало, что карбюратор управлялся компьютером.

## D12 (1,2 л)

### D12A
- Применения:
  - 1986—1988 Honda City GG (Япония)
    - Объём: 1237 см3
    - Диаметр цилиндра × ход поршня: 72 мм × 76 мм
    - Степень сжатия: 9,5:1
    - Мощность: 56 кВт (75 л. с.) при 6500 об/мин
    - Крутящий момент: 98 Н⋅м при 4000 об/мин
    - Клапанный механизм: SOHC (4 клапана на цилиндр)
    - Карбюраторов: 1

### D12B1
- Применения:
  - 1988—1990 Honda Civic (Европа)
    - Объём: 1193 см3
    - Диаметр цилиндра × ход поршня: 75 мм × 67,5 мм
    - Степень сжатия: 8,6:1
    - Мощность: 54 кВт (73 л. с.) при 6300 об/мин
    - Крутящий момент: 88 Н·м при 3500 об/мин
    - Клапанный механизм: SOHC (4 клапана на цилиндр)
    - Топливная система: PGM-CARB (1 карбюратор)

## D13 (1,3 л)

### D13B1
- Применения:
  - 1988—1995 Honda Civic EC (Европа)
    - Объём: 1343 см3
    - Диаметр цилиндра × ход поршня: 75 мм × 76 мм
    - Степень сжатия: 9,5:1
    - Мощность: 56 кВт (75 л. с.) при 6300 об/мин
    - Крутящий момент: 102 Н·м при 3100 об/мин
    - Клапанный механизм: SOHC (4 клапана на цилиндр)
    - Топливная система: CARB (1 карбюратор)

### D13B2
- Применения:
  - 1992—1995 Honda Civic DX/EX (Европа)
    - Объём: 1343 см3
    - Диаметр цилиндра × ход поршня: 75 мм × 76 мм
    - Степень сжатия: 9,0:1
    - Мощность: 55 кВт (74 л. с.) при 6300 об/мин[1]
    - Крутящий момент: 102 Н·м при 3100 об/мин
    - Клапанный механизм: SOHC (4 клапана на цилиндр)
    - Шестерня редуктора: 38 зубьев
    - Код поршня: PM1G
    - Код головки блока цилиндров: PM3
    - Топливная система: PGM-CARB (1 карбюратор)
    - Код ЭБУ: P01 OBD-0

### D13B4
- Применения:
  - 1996—2002 Honda City LXi/EXi/DX, 1995—2000 Honda Civic EK2
    - Объём: 1343 см3
    - Диаметр цилиндра × ход поршня: 75 мм × 76 мм
    - Степень сжатия: 9,75:1
    - Мощность: 70 кВт (95 л. с.) при 6500 об/мин[2] (City)
      - 67 кВт (91 л. с.) при 6300 об/мин

    - Крутящий момент: 119 Н⋅м при 4700 об/мин (City)
      - 114 Н⋅м при 4800 об/мин (Civic)

    - Клапанный механизм: SOHC (4 клапана на цилиндр), 16 клапанов
    - Топливная система: PGM-FI (многоточечный впрыск топлива)

### D13B7
- Применения:
  - 1998—2001 Honda Logo
    - Объём: 1343 см3
    - Диаметр цилиндра × ход поршня: 75 мм × 76 мм
    - Степень сжатия: 9,2:1
    - Мощность: 48,5 кВт (65,1 л. с.) при 5000 об/мин
    - Крутящий момент: 110,8 Н⋅м при 2500 об/мин
    - Клапанный механизм: SOHC (2 клапана на цилиндр)
    - Топливная система: PGM-FI (многоточечный впрыск топлива)

### D13C
- Применения:
  - 1989—1994 Honda City CE, CE Fit, CE Select, CG, CR-i, CZ-i, New Fit (Япония)
    - Объём: 1296 см3
    - Диаметр цилиндра × ход поршня: 73,7 мм × 76 мм
    - Степень сжатия: 9,6:1
    - Мощность: 73,5 кВт (98,6 л. с.) при 6500 об/мин
    - Крутящий момент: 113,8 Н⋅м при 5500 об/мин
    - Клапанный механизм: SOHC (4 клапана на цилиндр)
    - Топливная система: PGM-FI (многоточечный впрыск топлива)

## D14 (1,4 л)

### D14A1
- Применения:
  - 1987—1991 Honda Civic GL и 1990 CRX (Европа)
  - 10.1989—1994 Honda Concerto GL (Европа)
    - Объём: 1396 см3
    - Диаметр цилиндра × ход поршня: 75 мм × 79 мм
    - Степень сжатия: 9,3:1
    - Мощность: 66 кВт (89 л. с.) при 6300 об/мин (Civic)
      - 65 кВт (87 л. с.) (Concerto)

    - Крутящий момент: 112 Н⋅м при 4500 об/мин
    - Клапанный механизм: SOHC (4 клапана на цилиндр)
    - Топливная система: PGM-CARB (2 карбюратора)
    - Код поршня: PM2

### D14A2
- Применения:
  - 1995—1997 Honda Civic MA8 (Европа)
    - Объём: 1396 см3
    - Диаметр цилиндра × ход поршня: 75 мм × 79 мм
    - Степень сжатия: 9,2:1
    - Код ЭБУ: P1J
    - Мощность: 66 кВт (89 л. с.) при 6100 об/мин
    - Крутящий момент: 117 Н·м при 5000 об/мин
    - Клапанный механизм: SOHC (4 клапана на цилиндр)
    - Топливная система: OBD-1, MPFI (многоточечный впрыск топлива), PGM-FI
    - Красная зона: 6800 об/мин
    - Отключение подачи топлива: 7250 об/мин

### D14A3
- Применения:
  - 1996—2000 Honda Civic 1.4i EJ9 (Европа)
    - Объём: 1396 см3
    - Диаметр цилиндра × ход поршня: 75 мм × 79 мм
    - Степень сжатия: 9,1:1
    - Код ЭБУ: P3X
    - Мощность: 55 кВт (74 л. с.) при 6000 об/мин
    - Крутящий момент: 109 Н⋅м при 3000 об/мин
    - Клапанный механизм: SOHC (4 клапана на цилиндр), без VTEC
    - Красная зона: 6800 об/мин
    - Отключение подачи топлива: 7200 об/мин
    - Топливная система: OBD2-a, DPFI (SFi — упрощённый впрыск топлива), форсунки 1—3—2—4, собранные вместе
    - Трансмиссия: S40

### D14A4
- Применения:
  - 1996—1998 Honda Civic 1.4iS EJ9 (Европа)
    - Объём: 1396 см3
    - Диаметр цилиндра × ход поршня: 75 мм × 79 мм
    - Степень сжатия: 9,1:1
    - Код ЭБУ: P3Y
    - Мощность: 66 кВт (89 л. с.) при 6300 об/мин
    - Крутящий момент: 124 Н⋅м при 4500 об/мин
    - Клапанный механизм: SOHC (4 клапана на цилиндр), без VTEC
    - Красная зона: 6800 об/мин
    - Отключение подачи топлива: 7200 об/мин
    - Топливная система: OBD2-a, DPFI (SFi — упрощённый впрыск топлива), форсунки 1—4—2—3, собранные вместе
    - Трансмиссия: S40 (для 4AT — S4PA)

Двигатели D14A3 и D14A4 идентичны друг другу, разница заключается в добавлении небольшой прокладки под корпусом дроссельной заслонки в D14A3, которая ограничивает забор воздуха в двигатель, снижая мощность. Это было сделано в некоторых европейских странах под местные страховые категории.

### D14A5
- Применения:
  - 1995—1997 Honda Civic MA8 (Европа)
    - Объём: 1396 см3
    - Диаметр цилиндра × ход поршня: 75 мм × 79 мм
    - Степень сжатия: 9,2:1
    - Код ЭБУ: P1J
    - Мощность: 55 кВт (74 л. с.) при 6100 об/мин
    - Клапанный механизм: SOHC (4 клапана на цилиндр)
    - Топливная система: OBD-1, MPFI (многоточечный впрыск топлива), PGM-FI
    - Красная зона: 6800 об/мин
    - Отключение подачи топлива: 7250 об/мин

Двигатели D14A2 и D14A5 идентичны друг другу, разница заключается в добавлении небольшой прокладки под корпусом дроссельной заслонки у D14A5, которая ограничивает забор воздуха в двигатель, снижая мощность. Это было сделано в некоторых европейских странах под местные страховые категории.

### D14A7
- Применения:
  - 1997—2000 Honda Civic 1.4i MB2/MB8 (Великобритания)
    - Объём: 1396 см3
    - Степень сжатия: 9,0:1
    - Мощность: 55 кВт (74 л. с.) при 6000 об/мин
    - Крутящий момент: 112 Н⋅м при 3000 об/мин
    - Клапанный механизм: SOHC (4 клапана на цилиндр), без VTEC

### D14A8
- Применения:
  - 1997—2000 Honda Civic 1.4iS MB2/MB8 (Великобритания, Германия)
    - Объём: 1396 см3
    - Степень сжатия: 9,0:1
    - Мощность: 66 кВт (89 л. с.) при 6400 об/мин
    - Крутящий момент: 120 Н⋅м при 4800 об/мин
    - Клапанный механизм: SOHC (4 клапана на цилиндр), без VTEC

Двигатели D14A7 и D14A8 идентичны друг другу. Разница заключается в наличии небольшой прокладки под корпусом дроссельной заслонки у D14A7, которая ограничивает забор воздуха в двигатель. Такое может быть в некоторых европейских странах.
Двигатели D14A7 и D14A8 также практически идентичны двигателям D14A3 и D14A4. Отличия заключаются только в степени сжатия и некоторых разных монтируемых компонентах.

### D14Z1
- Применения:
  - 1999—2000 Honda Civic EJ9 (1.4i, Европа)
    - Степень сжатия: 9,7:1
    - Мощность: 55 кВт (74 л. с.)
    - Клапанный механизм: SOHC (4 клапана на цилиндр), без VTEC
    - Диаметр цилиндра × ход поршня: 75 мм × 79 мм
    - Код поршня: phxg
    - Красная зона: 6800 об/мин
    - Отключение подачи топлива: 7200 об/мин

### D14Z2
- Применения:
  - 1999—2000 Honda Civic EJ9 (1.4iS, Европа)
    - Объём: 1396 см3
    - Степень сжатия: 9,7:1
    - Мощность: 66 кВт (89 л. с.) при 6300 об/мин
    - Клапанный механизм: SOHC (4 клапана на цилиндр), без VTEC
    - Диаметр цилиндра × ход поршня: 75 мм × 79 мм
    - Код поршня: phxg
    - Красная зона: 6800 об/мин
    - Отключение подачи топлива: 7200 об/мин

Двигатели D14Z1 и D14Z2 идентичны друг другу. Разница заключается в наличии небольшой прокладки под корпусом дроссельной заслонки у D14Z1, которая ограничивает забор воздуха в двигатель. Такое может быть в некоторых европейских странах.

### D14Z3
- Применения:
  - 1999—2000 Honda Civic MB2 (1.4i, Европа), MB8 (1.4 SR, Великобритания)
    - Объём: 1396 см3
    - Степень сжатия: 9,0:1
    - Мощность: 55 кВт (74 л. с.) при 5700 об/мин
    - Крутящий момент: 112 Н⋅м при 3000 об/мин
    - Клапанный механизм: SOHC (4 клапана на цилиндр), без VTEC
    - Красная зона: 6800 об/мин
    - Отключение подачи топлива: 7200 об/мин

### D14Z4
- Применения:
  - 1999—2001 Honda Civic MB2 (1.4iS), MB8 (1.4SR; Великобритания)
    - Объём: 1396 см3
    - Диаметр цилиндра × ход поршня: 75 мм × 79 мм
    - Степень сжатия: 9,0:1
    - Мощность: 66 кВт (89 л. с.) при 6400 об/мин
    - Крутящий момент: 120 Н·м при 4800 об/мин
    - Клапанный механизм: SOHC (4 клапана на цилиндр), без VTEC
    - Красная зона: 6800 об/мин
    - Отключение подачи топлива: 7200 об/мин

Двигатели D14Z3 и D14Z4 идентичны друг другу. Разница заключается в наличии небольшой прокладки под корпусом дроссельной заслонки у D14Z3, которая ограничивает забор воздуха в двигатель. Такое может быть в некоторых европейских странах.

### D14Z5
- Применения:
  - 2001—2005 Honda Civic 1.4iS, LS (в Европе: ES4 nfl)
    - Объём: 1396 см3
    - Диаметр цилиндра × ход поршня: 75 мм × 79 мм
    - Степень сжатия: 10,4:1
    - Клапанов: 16
    - Клапанный механизм: SOHC
    - Красная зона: 6400 об/мин
    - Отключение подачи топлива: 6600 об/мин
    - Топливная система: Honda PGM-FI
    - Мощность: 66 кВт (89 л. с.) при 5600 об/мин
    - Крутящий момент: 130 Н·м при 4300 об/мин
    - Расход топлива: 5,2—6,5 л/100 км
    - Код ЭБУ: PMA

### D14Z6
- Применения:
  - 2001—2005 Honda Civic 1.4 LS (в Европе: EP1, EU4, EU7, ES4 fl, ES6)
    - Объём: 1396 см3
    - Диаметр цилиндра × ход поршня: 75 мм × 79 мм
    - Степень сжатия: 10,4:1
    - Клапанов: 16
    - Клапанный механизм: SOHC
    - Красная зона: 6400 об/мин
    - Топливная система: Honda PGM-FI
    - Мощность: 66 кВт (90 л. с.) при 5600 об/мин
    - Крутящий момент: 130 Н·м при 4300 об/мин
    - Расход топлива: 5,2—6,5 л/100 км
    - Код ЭБУ: PMA

## D15 (1,5 л)

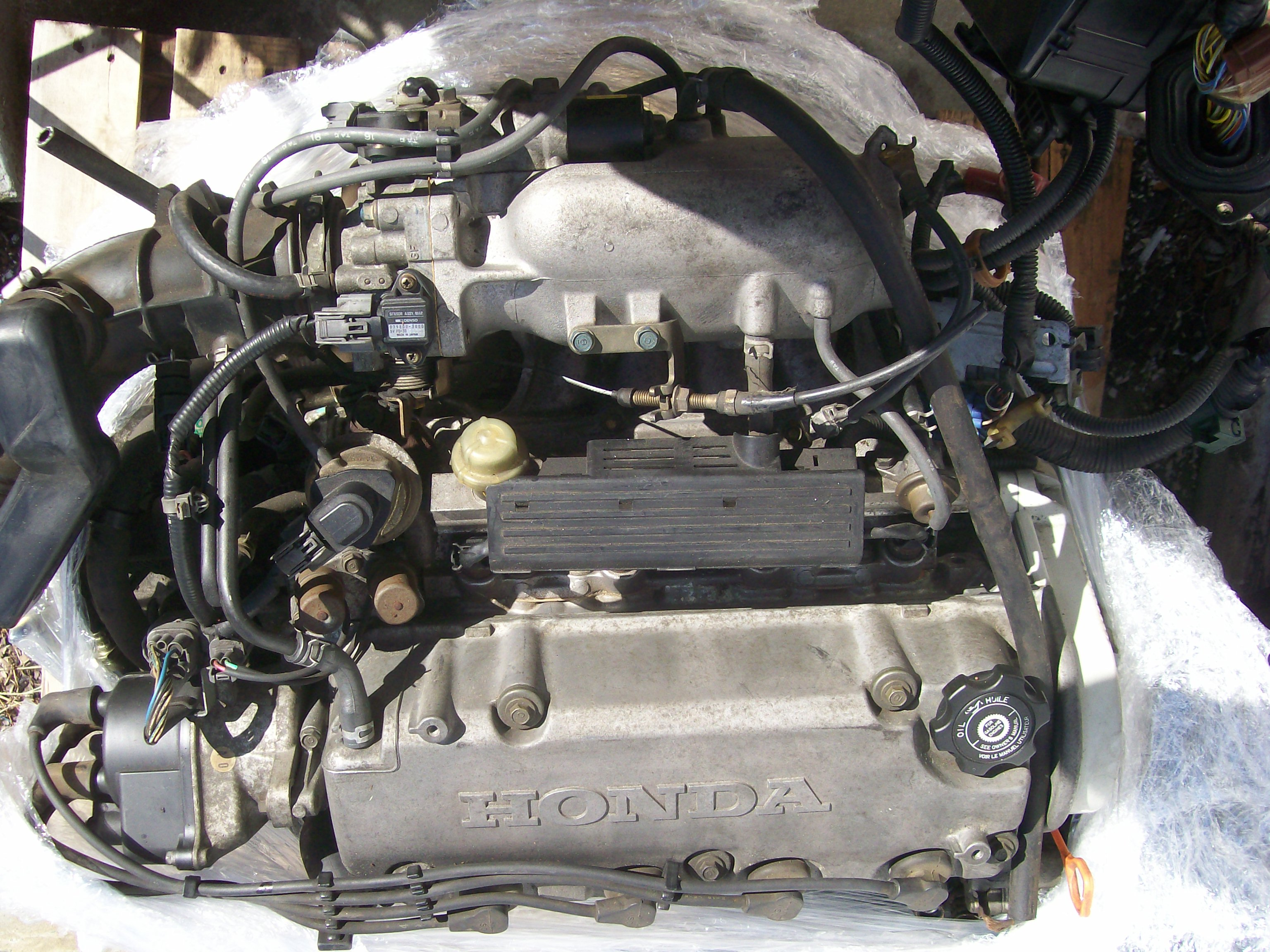
Двигатель D15B3 с трёхступенчатым VTEC

### D15A1
- Применения:
  - 1984—1987 Honda CRX
    - Объём: 1488 см3
    - Диаметр цилиндра × ход поршня: 74 мм × 86,5 мм
    - Степень сжатия: 9,2:1
    - Мощность: 57 кВт (76 л. с.) при 5500 об/мин
    - Крутящий момент: 114 Н⋅м при 3500 об/мин
    - Клапанный механизм: SOHC (3 клапана на цилиндр), без VTEC
    - Топливная система: OBD-0 12/v PGM-CARB
    - Красная зона: 6500 об/мин
    - Экономия топлива: 31/38 миль на галлон
    - Код головки блока цилиндров: EW-1
    - Трансмиссия: DA48
    - Передаточные отношения: 2.38/1.76/1.18/0.85/0.71
    - Передаточное число главной передачи: 4.27

### D15A2
- Применения:
  - 1984—1987 Honda CRX HF
    - Объём: 1488 см3
    - Степень сжатия: 8,7:1
    - Мощность: 45 кВт (60 л. с.) при 5550 об/мин
    - Крутящий момент: 99 Н⋅м при 3500 об/мин
    - Красная зона: 5500 об/мин
    - Топливная система: карбюратор
    - Клапанный механизм: SOHC
    - Экономия топлива: 49/54 миль на галлон
    - Передаточные отношения:
      - 49-state:
        - 3,272/1,666/1,041/0,807/0,714 (итог — 4,066)

      - High Altitude:
        - 2,916/1,526/0,960/0,750/0,655 (итог — 3,578)

      - Калифорния:
        - 2,916/1,526/0,960/0,750/0,655 (итог — 2,954)

  - 1984—1987 Honda CRX DX
    - Объём: 1488 см3
    - Степень сжатия: 9,6:1
    - Мощность: 58 кВт (78 л. с.) при 6000 об/мин
    - Крутящий момент: 99 Н⋅м при 3500 об/мин
    - Красная зона: 6500 об/мин
    - Топливная система: карбюратор
    - Клапанный механизм: SOHC
    - Экономия топлива: 38 миль на галлон
    - Передаточные отношения: 2,916/1,764/1,181/0,846/0,714 (итог — 4,266)

  - 1987 Honda Civic Wagon RT4WD (Канада)
    - Объём: 1488 см3
    - Степень сжатия: 9,6:1
    - Мощность: 57 кВт (76 л. с.) при 5500 об/мин
    - Крутящий момент: 114 Н⋅м при 3500 об/мин
    - Клапанов: 12
    - Клапанный механизм: SOHC
    - Экономия топлива: 31—38 миль на галлон

### D15A3
- Применения:
  - 1985—1987 Honda CRX Si (1985—1986: EW3/EW4) и 1987 Civic Si (AU/NZ)
  - 1985—1987 Honda Civic 1.5i (Европа)
  - 1984—1987 Honda CRX 1.5i (Европа)
  - 1986—1987 Honda Civic Si Hatch (США)
    - Объём: 1488 см3
    - Диаметр цилиндра × ход поршня: 74 мм × 86,5 мм
    - Степень сжатия: 8,7:1
    - Мощность: 68 кВт (91 л. с.) при 5500 об/мин
      - 74 кВт (100 л. с.) при 5750 об/мин (Европа)

    - Крутящий момент: 126 Н⋅м при 4500 об/мин
    - Клапанный механизм: SOHC
    - Топливная система: PGM-FI2

### D15A4
- Мощность: 70 кВт (92 л. с.) при 5500 об/мин
- Крутящий момент: 126 Н⋅м при 4500 об/мин

### D15A5
- Мощность: 70 кВт (93 л. с.) при 5600 об/мин[3]
  - 74 кВт (100 л. с.) при 5750 об/мин (Европа)
- Крутящий момент: 126 Н⋅м при 4500 об/мин

### D15B
- Применения:
  - 1988 Honda CRX 1.5X (редко)
  - 1990 Honda Civic 25XXT Formula (Япония)
  - Honda Civic Ferio MX EG8 (Япония)
  - 1998—2001 Honda Capa GA4 (Япония)
  - 1988—2001 Honda Civic SH4 EF1
    - Объём: 1493 см3
    - Диаметр цилиндра × ход поршня: 75 мм × 84,5 мм
    - Степень сжатия: 9,2:1
    - Мощность: 77,23 кВт (103 л. с.) при 6800 об/мин
    - Крутящий момент: 133,4 Н⋅м при 5200 об/мин
    - Предел оборотов: 7200 об/мин
    - Клапанный механизм: SOHC (4 клапана на цилиндр)
    - Топливная система: PGM-CARB (2 карбюратора)/впрыск топлива

#### D15B VTEC
- Применения:
  - 1992—1995 Honda Civic VTI (Япония)
  - 1992—1998 Honda CRX Del Sol (Япония)
    - Диаметр цилиндра × ход поршня: 75 мм × 84,5 мм
    - Объём: 1493 см3
    - Степень сжатия: 9,3:1
    - Мощность: 96 кВт (128 л. с.) при 6800 об/мин
    - Крутящий момент: 138 Н⋅м при 5200 об/мин
    - Включение VTEC: 4600 об/мин
    - Красная зона: 7200 об/мин
    - Предел оборотов: 7200 об/мин
    - Клапанный механизм: SOHC VTEC (4 клапана на цилиндр)
    - Код головки блока цилиндров: P08
    - Код ЭБУ: P08 (малый корпус ЭБУ)***

##### Стрёхступенчатым VTEC
- Применения: 
  - 1995—1998 Honda Civic Ferio Vi (EK3, Япония)
  - 1999—2000 Honda Civic Vi-RS
  - 2001—2005 Honda Civic JDM VTEC (Япония, Европа)
    - Диаметр цилиндра × ход поршня: 75 мм × 84,5 мм
    - Объём: 1493 см3
    - Степень сжатия: 9,6:1
    - Мощность: 96 кВт (128 л. с.) при 7000 об/мин[4]
    - Крутящий момент: 139 Н⋅м при 5300 об/мин
    - Красная зона: 7200 об/мин
    - Клапанный механизм: SOHC VTEC + VTEC-E (3 или 4 клапана на цилиндр)
    - Топливная система: OBD2b
    - Код головки блока цилиндров: P2J-07
    - Код ЭБУ: P2J (малый корпус ЭБУ)*** AUTO CVT: P2J-J63*** MT P2J-003*** & ***MT P2J-J11***
    - Код поршня: P2J

### D15B1
- Применения:
  - 1988—1991 Honda Civic Hatchback
    - Объём: 1493 см3
    - Диаметр цилиндра × ход поршня: 75 мм × 84,5 мм
    - Степень сжатия: 9,2:1
    - Мощность: 52,2 кВт (70 л. с.) при 5500 об/мин[5]
    - Крутящий момент: 112 Н⋅м при 3000 об/мин
    - Клапанный механизм: SOHC (4 клапана на цилиндр), без VTEC
    - Код головки блока цилиндров: PM3
    - Топливная система: двухточечный впрыск (PGM-FI)
    - Код ЭБУ: PM9

### D15B2
- Применения:
  - 1988—1991 Honda Civic GL/DX/LX/CX (CX в Канаде)
  - 1988—1991 Honda Civic Wagon Wagovan/DX
  - 1988—1991 Honda CRX DX
  - 1992—1995 Honda Civic LSi Hatch/Saloon (Европа)
  - 1992—1995 Honda Civic DXi Hatch/Saloon (Европа)
  - 1990—1995 Honda Concerto (Европа)
    - Объём: 1493 см3
    - Диаметр цилиндра × ход поршня: 75 мм × 84,5 мм
    - Степень сжатия: 9,2:1
    - Мощность: 69 кВт (92 л. с.) при 6000 об/мин (США)
      - 66 кВт (90 л. с.) при 6000 об/мин (Европа)

    - Крутящий момент: 119 Н⋅м при 4700 об/мин
    - Клапанный механизм: SOHC (4 клапана на цилиндр), без VTEC
    - Шестерня редуктора: 38 зубьев
    - Код поршня: PM3
    - Топливная система: OBD-O DPFI
    - Красная зона: 6500 об/мин
    - Предел оборотов: 7200 об/мин
    - Код головки блока цилиндров: PM5
    - Код ЭБУ: PM5/P04

### D15B3
- Применения:
- 1988—1995 Honda Civic Shuttle GL
- 1989—1996 Honda Ballade 150-16 & 150 (Южная Африка)
- 1992—1995 Honda Civic LX (Новая Зеландия)
- 1988—1991 Honda Civic LX/EX (NZ)
- 1992—1995 Honda Civic EX (SA)
  - Объём: 1493 см3
  - Диаметр цилиндра × ход поршня: 75 мм × 84,5 мм
  - Код поршня: PM3P
  - Степень сжатия: 9,2:1
  - Мощность: 77 кВт (103 л. с.) при 6000 об/мин
  - Крутящий момент: 121 Н⋅м при 4500 об/мин
  - Красная зона: 6500 об/мин
  - Клапанный механизм: SOHC (4 клапана на цилиндр)
  - Шестерня редуктора: 38 зубьев
  - Топливная система: PGM-CARB
  - Трансмиссия: S20

### D15B4
- Применения:
  - 1989—1993 Honda Civic GL (Австралия)
    - Объём: 1493 см3
    - Диаметр цилиндра × ход поршня: 75 мм × 84,5 мм
    - Степень сжатия: 9,2:1
    - Мощность: 74 кВт (99 л. с.) при 5200 об/мин
    - Крутящий момент: 122 Н⋅м при 3800 об/мин
    - Клапанный механизм: SOHC (4 клапана на цилиндр)
    - Топливная система: Twin PGM-CARB с катализатором

### D15B5
- VTEC-E
- Применения:
  - 1992—1995 Honda Civic
    - Объём: 1493 см3
    - Диаметр цилиндра × ход поршня: 75 мм × 84,5 мм
    - Клапанный механизм: SOHC VTEC (4 клапана на цилиндр)
    - Код головки блока цилиндров: P08
    - Код ЭБУ: P08-030
    - Код поршня: P08-010
    - Код поршневого штока: PM6-000
    - Топливная система: OBD-1 PGM-FI

### D15B6
- Применения:
  - 1988—1991 Honda CRX HF
    - Объём: 1493 см3
    - Диаметр цилиндра × ход поршня: 75 мм × 84,5 мм
    - Степень сжатия: 9,1:1
    - Мощность:
      - 1988—1989: 46 кВт (62 л. с.) при 4400 об/мин
      - 1990—1991: 54 кВт (72 л. с.) при 4500 об/мин

    - Крутящий момент: 113 Н⋅м при 2200 об/мин
    - Клапанов: 8
    - Клапанный механизм: SOHC
    - Топливная система: OBD-0 MPFI
    - Код головки блока цилиндров: PM-8

### D15B7
- Применения:
  - 1992—1995 Honda Civic GLi (Австралия)
  - 1992—1995 Honda Civic DX/LX
  - 1992—1995 Honda Civic CX (Канада)
  - 1992—1995 Honda Civic LSi Coupé (Европа)
  - 1993—1995 Honda Civic Del Sol S
  - 1998—2000 Honda City SX8
    - Объём: 1493 см3
    - Диаметр цилиндра × ход поршня: 75 мм × 84,5 мм
    - Степень сжатия: 9,2:1
    - Мощность: 76,1 кВт (102 л. с.) при 5900 об/мин
    - Крутящий момент: 133 Н⋅м при 5000 об/мин
    - Клапанов: 16
    - Клапанный механизм: SOHC
    - Красная зона: 6500 об/мин
    - Отключение подачи топлива: 7000 об/мин
    - Шестерня редуктора: 38 зубьев
    - Код поршня: PM3
    - Топливная система: OBD-1 MPFI
    - Код ЭБУ: P06
    - Коды головки блока цилиндров: PM 9–6, PM9–8

### D15B8
- Применения:
  - 1992—1995 Honda Civic CX (США)
    - Объём: 1493 см3
    - Диаметр цилиндра × ход поршня: 75 мм × 84,5 мм
    - Степень сжатия: 9,1:1
    - Мощность: 52,2 кВт (70 л. с.) при 4500 об/мин
    - Крутящий момент: 113 Н⋅м при 2800 об/мин
    - Клапанов: 8
    - Клапанный механизм: SOHC (2 клапана на цилиндр)
    - Отключение подачи топлива: 5800 об/мин
    - Шестерня редуктора: 38 зубьев
    - Топливная система: OBD-1 MPFI
    - Код ЭБУ: P05
    - Коды головки блока цилиндров: PM8-1, PM8-2

### D15Y3
- Применения:
  - 2001—2006 Civic EXi (Африка, Дубай, Пакистан)
    - Объём: 1,5 л (1493 см3)
    - Диаметр цилиндра × ход поршня: 75 мм × 84,5 мм
    - Степень сжатия: 9,2:1
    - Мощность: 81 кВт (108 л. с.) при 5800 об/мин (Пакистан)[6]
    - Крутящий момент: 135 Н⋅м при 4500 об/мин
    - Красная зона: 6900 об/мин
    - Клапанный механизм: SOHC (4 клапана на цилиндр)
    - Топливная система: EFI PGM-FI (программируемый впрыск топлива) OBD-2

### D15Y4
- VTEC SOHC или без VTEC
- Применения:
  - 2001—2006 Civic VTI (ES8) (VTEC) (Япония, Сингапур, Малайзия, Шри-Ланка)
  - 2001—2006 Civic EXi (ES8) (без VTEC) (Япония, Сингапур, Малайзия, Шри-Ланка)
    - Объём: 1493 см3
    - Диаметр цилиндра × ход поршня: 75 мм × 84,5 мм
    - Мощность:
      - 96 кВт (128 л. с.) при 6400 об/мин (VTEC)
      - 90 кВт (120 л. с.) при 6400 об/мин (без VTEC)

    - Крутящий момент:
      - 151 Н⋅м при 5000 об/мин (VTEC)
      - 146 Н⋅м при 4800 об/мин (без VTEC)

    - Клапанов: 16
    - Клапанный механизм: SOHC
    - Топливная система: EFI PGM-FI (программируемый впрыск топлива) OBD-2

### D15Z1
- VTEC-E
- Применения:
  - 1992—1995 Honda Civic VX
  - 1992—1995 Honda Civic VEi (Европа)
    - Объём: 1493 см3
    - Диаметр цилиндра × ход поршня: 75 мм × 84,5 мм
    - Степень сжатия: 9,3:1
    - Мощность: 67,1 кВт (90 л. с.) при 5600 об/мин
      - 92 л. с. при 5500 об/мин (США)

    - Крутящий момент: 98 фунт⋅фут (133 Н⋅м) при 4800 об/мин
      - 97 фунт⋅фут при 3000 об/мин (США)

    - Клапанов: 12/16
    - Клапанный механизм: SOHC VTEC-E
    - Включение VTEC: 2500 об/мин
    - Топливная система: OBD-1 MPFI
    - Код ЭБУ: P07
    - Код головки блока цилиндров: PO7-1

### D15Z2
- Применения:
  - 1993—1995 Honda Civic Breeze (AUDM)
    - Объём: 1493 см3
    - Диаметр цилиндра × ход поршня: 75 мм × 84,5 мм
    - Степень сжатия: 9,2
    - Мощность: 67 кВт (89,8 л. с.) при 6000 об/мин
    - Крутящий момент: 119 Н⋅м при 4000 об/мин
    - Клапанов: 16
    - Клапанный механизм: SOHC
    - Топливная система: PGM-CARB (2 карбюратора)

### D15Z3
- VTEC-E
- Применения:
  - 1995—1997 Honda Civic MA9 (Европа)
    - Объём: 1493 см3
    - Диаметр цилиндра × ход поршня: 75 мм × 84,5 мм
    - Степень сжатия: 9,3:1
    - Мощность: 67,1 кВт (90 л. с.) при 5500 об/мин
    - Крутящий момент: 133 Н⋅м при 4500 об/мин
    - Клапанный механизм: SOHC VTEC-E
    - Клапанов: 12—16
    - Включение VTEC: 3000—3800 об/мин (в зависимости от нагрузки двигателя)
    - Топливная система: OBD-1 MPFI
    - Код ЭБУ: P1G
    - Красная зона: 6000 об/мин
    - Отключение подачи топлива: 6300 об/мин

### D15Z4
- Применения:
  - 1996—2000 Honda Ballade/Civic (Южной Африке и Венесуэла)
  - 1996—2000 Honda Civic LXi/EXi (Филиппины, Ближний Восток, Тринидад и Тобаго)
    - Объём: 1493 см3
    - Диаметр цилиндра × ход поршня: 75 мм × 84,5 мм
    - Мощность: 78 кВт (105 л. с.) при 5800 об/мин
    - Крутящий момент: 140 Н·м при 4200 об/мин
    - Красная зона: 6900 об/мин
    - Отключение подачи топлива: 7400 об/мин
    - Клапанный механизм: SOHC без VTEC, 4 клапана на цилиндр
    - Код поршня: P2CY
    - Код головки блока цилиндров: P2A-9
    - Топливная система: SFI (последовательный впрыск топлива)
    - Код ЭБУ: P2C/P2E

### D15Z6
- SOHC VTEC-E
- Применения:
  - 1995—2000 Honda Civic 1.5i LS (Европа)
    - Объём: 1493 см3
    - Диаметр цилиндра × ход поршня: 75 мм × 84,5 мм
    - Степень сжатия: 9,6:1
    - Мощность: 84 кВт (114 л. с.) при 6500 об/мин
    - Крутящий момент: 134 Н·м при 5400 об/мин
    - Включение VTEC: в зависимости от нагрузки, макс. ~3 500 об/мин на 5-й передаче
    - Клапанный механизм: SOHC VTEC (3—4 клапана на цилиндр, в зависимости от частоты вращения коленвала двигателя)
    - Топливная система: OBD-2A PGM-FI MPFI
    - Код ЭБУ: P2Y
    - Код головки блока цилиндров: P2J
    - Красная зона: 6800 об/мин
    - Отключение подачи топлива: 7200 об/мин

### D15Z7
- Трёхступенчатый VTEC
- Применения:
  - 1996—1999 Honda Civic VTi EK3 и Ferio Vi
    - Объём: 1493 см3
    - Код поршня: P2J
    - Диаметр цилиндра × ход поршня: 75 мм × 84,5 мм
    - Степень сжатия: 9,6:1
    - Мощность: 95,4 кВт (128 л. с.) при 7000 об/мин
    - Крутящий момент: 139 Н·м при 5300 об/мин
    - Клапанный механизм: SOHC VTEC (3—4 клапана на цилиндр, в зависимости от частоты вращения коленвала двигателя)
    - Включение VTEC: 3200 и 5800 об/мин
    - Топливная система: OBD-2 MPFI
    - Код ЭБУ: P2J
    - Коды ЭБУ МКПП: P2J-003 (OBD2a), P2J-J11 (OBD2b)
    - Коды ЭБУ бесступенчатой трансмиссии (CVT): P2J-J61 (OBD2a), P2J-J71 (OBD2b)

### D15Z8
- VTEC-E
- Применения:
  - 1997—2000 Honda Civic LS (MB3, MB9) (Европа)
    - Объём: 1493 см3
    - Диаметр цилиндра × ход поршня: 75 мм × 84,5 мм
    - Степень сжатия: 9,6:1
    - Мощность: 85 кВт (116 л. с.) при 6500 об/мин
    - Крутящий момент: 128—134 Н·м при 4500 об/мин
    - Код головки блока цилиндров: P2J P2M
    - Код ЭБУ: P9L
    - Включение VTEC: 4000 об/мин
    - Клапанный механизм: SOHC VTEC-E, 4 клапана на цилиндр

## D16 (1,6 л)
- Диаметр цилиндра × ход поршня: 75 мм × 90 мм
- Объём: 1590 см3

### D16A
- Применения:
  - 1997—1999 JDM Honda Domani (MB4)[7]
    - Степень сжатия: 9,3:1
    - Мощность: 98 кВт (131 л. с.) при 6600 об/мин
    - Крутящий момент: 144 Н·м
    - Красная зона: 7000 об/мин
    - Включение VTEC: 4800 об/мин
    - Клапанный механизм: SOHC (4 клапана на цилиндр)
    - Топливная система: OBD2a
    - Код головки блока цилиндров: P08
    - Код ЭБУ: PBB-J61

### D16A1
- Применения:
  - 1986—1989 Acura Integra (США)
    - Клапанный механизм: DOHC
    - Клапанов: 16
    - Топливная система: PGM-FI
    - 1986—1987: USDM Browntop
      - Степень сжатия: 9,3:1
      - Мощность: 84 кВт (113 л. с.) при 6250 об/мин
      - Крутящий момент: 134 Н⋅м при 5500 об/мин
      - Код поршня: PG6B
      - Код ЭБУ: PG7

    - 1988—1989: USDM Blacktop
      - Степень сжатия: 9,5:1
      - Мощность: 88 кВт (118 л. с.) при 6500 об/мин
      - Крутящий момент: 139 Н⋅м при 5500 об/мин
      - Код поршня: P29
      - Код ЭБУ: PG7

### D16A3
- Применения:

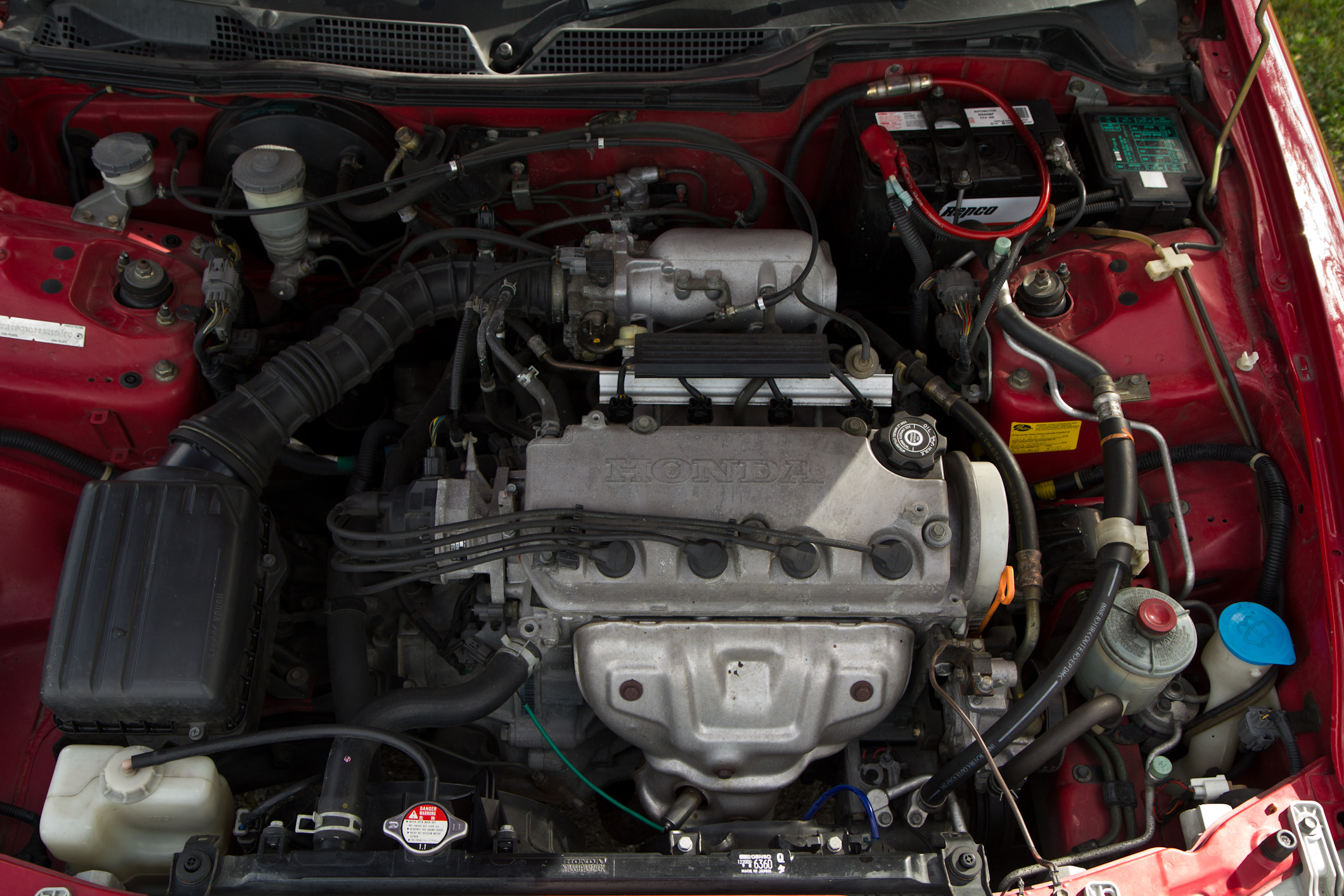
Двигатель Honda D в моторном отсеке Honda Integra

  - 1986—1989 Honda Integra (Австралия)
    - Степень сжатия: 9,5:1
    - Мощность: 88 кВт (118 л. с.) при 5600 об/мин
    - Крутящий момент: 140 Н⋅м при 4800 об/мин
    - Клапанный механизм: DOHC, 16 клапанов (4 клапана на цилиндр)
    - Топливная система: OBD-0 MPFI

### D16A6
Также известен как D16Z2.
- Без VTEC
- Применения:
  - 1988—1991 Honda Civic Si, CRX Si, 1990—1991 Civic EX (4-дв.), Civic Wagon RT4WD (USDM)
  - 1988—1995 Honda Civic Shuttle RT4WD (Великобритания, Европа, Азия, Австралия, Новая Зеландия)
  - 1989—1996 Rover 216/416 GSi/Tourer (Великобритания, Европа)
    - Степень сжатия: 9,1:1
    - Мощность: 81 кВт (108 л. с.) при 5600 об/мин
      - Примечание: двигатели, выпущенные в 1988 году, развивали мощность 78 кВт (105 л. с.)

    - Крутящий момент: 136 Н·м при 4800 об/мин
    - Красная зона: 6500 об/мин (США)
    - Пределы оборотов: 7200 об/мин
    - Клапанный механизм: SOHC (4 клапана на цилиндр)
    - Шестерня редуктора: 38 зубьев
    - Топливная система: OBD-0 MPFI
    - Код головки блока цилиндров: PM3
    - Код ЭБУ: PM6

### D16A7
Являлся версией D16A6 без каталитического нейтрализатора.
- Применения:
  - 1988—1991 Civic 1.6i (GTi) (Новая Зеландия)
  - 1988—1989 Civic (ED4, ED7) (Европа)
  - 1995 Civic (EG4) (Новая Зеландия)
  - 1988—1995 Civic (Южная Африка)
  - 1994 Civic GTi (Новая Зеландия)
  - Ballade SH4 и SR4 (EE4)
    - Степень сжатия: 9,6:1
    - Мощность: 87 кВт (117 л. с.) при 5900 об/мин
    - Крутящий момент: 136 Н⋅м при 4800 об/мин
    - Клапанный механизм: SOHC (4 клапана на цилиндр)
    - ЭБУ: PM6 (OBD-0)/P27 (OBD-1)
    - Топливная система: OBD-0 PGM-FI (многоточечный впрыск топлива), OBD-1 (NZDM)

### D16A8
- Применения:
  - 1988—1995 Civic/CRX/Concerto (Великобритания, Европа, Австралия)
  - 1992—1995 Rover 216/416 GTi (Великобритания, Европа)
  - 1993—1997 Rover 216 Sport Coupé (Европа)
    - Степень сжатия: 9,5:1
    - Мощность: 90 кВт (120 л. с.) при 6800 об/мин
    - Крутящий момент: 146 Н⋅м при 5900 об/мин
    - Клапанный механизм: DOHC (4 клапана на цилиндр)
    - Топливная система: OBD-0 и OBD-1 MPFI
    - Код ЭБУ: PP5 (OBD-0), P29 (OBD-1)
    - Код головки блока цилиндров: PM7
    - Трансмиссия: L3

### D16A9
Являлся версией D16A8 без каталитического нейтрализатора.
- Применения:
  - 1988—1991 Concerto (Великобритания, Европа)
  - 1988—1991 CRX 1.6i-16 (Великобритания, Европа, Южная Африка)
  - 1990—1992 Ballade 160i-DOHC (Южная Африка)
  - 1988—1991 Civic 1.6i-16 (Великобритания, Европа)
  - 1992—1993 Civic GTi (Новая Зеландия)
  - 1989—1992 Rover 216/416 GTi (Великобритания, Европа)
  - 1992—1995 Civic Si (Япония, Европа, Венесуэла и Перу)
    - Степень сжатия: 9,5:1
    - Мощность: 91,9—94,8 кВт (125—129 л. с.) при 6800 об/мин
    - Крутящий момент: 143 Н⋅м при 5700 об/мин
    - Клапанов: 16
    - Клапанный механизм: DOHC (4 клапана на цилиндр)
    - Красная зона: 7200 об/мин
    - Предел оборотов: 7250 об/мин
    - Отключение подачи топлива: 7800 об/мин (PM7)
    - Топливная система: OBD-0 MPFI (1988—1991), OBD-1 (1992—1995)
    - Код ЭБУ: P29 OBD1
    - Трансмиссия: без LSD (1988—1991): L3, LSD (1992—1995): S20

### D16B2
- Применения:
  - 1998—2001 Honda Civic Aerodeck MC1 1.6i LS/ES/SR
  - 1997—2000 Rover 416 Si Automatic
    - Объём камеры сгорания: 32,8 см3 на цилиндр
    - Мощность: 85 кВт (116 л. с.)
    - Крутящий момент: 143 Н·м
    - Клапанов: 16
    - Клапанный механизм: SOHC, без VTEC
    - Топливная система: OBD2

### D16B5
Двигатель D16B5 в значительной степени идентичен двигателю D16Y5. Основные различия заключаются в поршнях, штоках, распредвале, прокладке головки, впускном коллекторе и выпускных коллекторах. Код — PDN (вместо P2M).
- Применения:
  - 1998—2000 Honda Civic GX
    - Степень сжатия: 12,5:1
    - Объём камеры сгорания: 32,8 см3 на цилиндр
    - Мощность: 106 л. с.
    - Клапанный механизм: SOHC VTEC-E
    - Топливная система: OBD-2 MPFI
    - Код ЭБУ: PDN-A02

### D16B6
- Применения:
  - 1999 Honda Accord (CG7/CH5) (Европа)
    - Мощность: 85 кВт (116 л. с.) при 6400 об/мин[8]
    - Крутящий момент: 140 Н⋅м при 5100 об/мин
    - Клапанный механизм: SOHC, 4 клапана на цилиндр
    - Топливная система: PGM-FI
    - Порядок работы цилиндров: 1—4—2—3

### D16V1
- VTEC-E
- Применения:
  - 1999—2005 Honda Civic (EM/EP2/ES/EU8) (Европа)[9]
    - Степень сжатия: 10,4:1
    - Мощность: 81 кВт (110 л. с.) при 5600 об/мин
    - Крутящий момент: 152 Н⋅м при 4300 об/мин
    - Красная зона: 6250 об/мин
    - Предел оборотов: 6500 об/мин
    - Клапанный механизм: SOHC, 4 клапана на цилиндр
    - Топливная система: PGM-FI (многоточечный впрыск топлива)
    - Порядок работы цилиндров: 1—3—4—2
    - Код ЭБУ: PMH

### D16W1
- Без VTEC, в Civic не применялся
- Применения:
  - 1999—2006 Honda HRV
    - Мощность: 77 кВт (105 л. с.) при 6200 об/мин
    - Крутящий момент: 135 Н⋅м при 3400 об/мин
    - Клапанный механизм: SOHC, 4 клапана на цилиндр
    - Топливная система: PGM-FI
    - Код ЭБУ: PEL

### D16W2
- Применения:
  - Honda HR-V
    - Мощность: 77 кВт (105 л. с.)

### D16W3
- Без VTEC
- Применения:
  - 1998—2001 Honda Civic Aerodeck MC1 1.6i LS/SR
    - Мощность: 85 кВт (116 л. с.)
    - Клапанный механизм: SOHC, 4 клапана на цилиндр

### D16W4
- VTEC
- Применения:
  - 1999—2000 Honda Civic MB4 1.6i VTEC/ES
  - 1998—2001 Honda Civic Aerodeck MC1 1.6i VTEC/ES
    - Мощность: 93 кВт (126 л. с.) при 6600 об/мин
    - Клапанный механизм: SOHC (4 клапана на цилиндр)
    - Красная зона: 6800 об/мин
    - Предел оборотов: 7200 об/мин
    - Код поршня: P2P
    - Код ЭБУ: PDT
    - Топливная система: OBD2-b
    - Включение VTEC: 5500 об/мин
    - Крутящий момент: 144 Н⋅м при 5500 об/мин
    - Степень сжатия: 9,6:1

### D16W5
- VTEC
- Применения:
  - 2000—2006 Honda HRV
    - Красная зона: 6800 об/мин
    - Предел оборотов: 7000 об/мин
    - Мощность: 91 кВт (122 л. с.)
    - Клапанный механизм: SOHC (4 клапана на цилиндр)
    - Топливная система: OBD-2
    - Включение VTEC: 5200 об/мин

### D16W7
- VTEC-E
- Применения:
  - 2004—2007 Honda Civic VTi/VTi-L (Азия)
  - 2001—2005 Honda Civic ES (Европа, Турция, Сингапур)
    - Мощность:
      - 86 кВт (115 л. с.) при 5600 об/мин (Civic VTi/VTi-L)
      - 81 кВт (108 л. с.) при 5600 об/мин (Civic ES)

    - Крутящий момент: 152 Н⋅м при 4300 об/мин
    - Клапанный механизм: SOHC, 4 клапана на цилиндр
    - Красная зона: 6100 об/мин
    - Предел оборотов: 6200 об/мин
    - Топливная система: OBD-1 MPFI
    - Код ЭБУ: PM12

### D16W9
- Трёхступенчатый VTEC
- Применения:
  - 2001—2005 Honda Civic VTi (Филиппины, Пакистан, Ближний Восток)
    - Объём: 1590 см3
    - Степень сжатия: 10,5:1
    - Мощность: 97 кВт (130 л. с.) при 6600 об/мин
    - Крутящий момент: 154 Н⋅м при 5500 об/мин
    - Красная зона: 7200 об/мин
    - Клапанный механизм: SOHC VTEC3 (4 клапана на цилиндр)
    - Первое включение VTEC: 2500 об/мин
    - Второе включение VTEC: 5500 об/мин
    - Топливная система: EFI PGM-FI (программируемый впрыск топлива) OBD-2

### D16Y1
- Применения:
  - 1992—1995 Honda Civic VTi (Австралия)
    - Степень сжатия: 9,3:1
    - Мощность: 96 кВт (129 л. с.) при 6600 об/мин
    - Крутящий момент: 145 Н⋅м при 5200 об/мин
    - Красная зона: 7200 об/мин
    - Клапанный механизм: SOHC VTEC (4 клапана на цилиндр)
    - Включение VTEC: 5000 об/мин
    - Топливная система: OBD-1 MPFI
    - Код головки блока цилиндров: P08
    - Код ЭБУ: P28

### D16Y2
- Применения:
  - 1995—1997 Honda Civic MB1 SR
    - Степень сжатия: 9,5:1
    - Мощность: 94 кВт (126 л. с.) при 6500 об/мин
    - Крутящий момент: 144 Н⋅м при 5200 об/мин
    - Клапанный механизм: SOHC VTEC (4 клапана на цилиндр)
    - Код головки блока цилиндров: P08
    - Включение VTEC: 5500 об/мин
    - Топливная система: OBD-1 MPFI
    - Код ЭБУ: P1H
    - Трансмиссия: S20

### D16Y3
- Применения:
  - 1995—1997 Honda Civic MB1 LS (Великобритания, Европа)
  - 1996—1997 Rover 416 SLI Auto (Великобритания, Европа)
    - Степень сжатия: 9,4:1
    - Мощность: 83 кВт (111 л. с.) при 5600 об/мин
    - Крутящий момент: 140 Н⋅м при 5100 об/мин
    - Красная зона: 7200 об/мин
    - Клапанный механизм: SOHC (4 клапана на цилиндр)
    - Топливная система: OBD-1 MPFI

Распредвал такой же, как у D16A6.

### D16Y4
- Применения:
  - 1998—2000 Civic 1.6 iES (Турция)
  - 1996—2000 Civic CXi, GL, GLi (Новая Зеландия, Австралия, Пакистан)
    - Степень сжатия: 9,4:1
    - Мощность: 88 кВт (120 л. с.) при 6400 об/мин
    - Крутящий момент: 144 Н·м при 5000 об/мин
    - Красная зона: 6800 об/мин
    - Предел оборотов: 7200 об/мин
    - Топливная система: OBD-2 MPFI
    - Код головки блока цилиндров: P2A-2
    - Код ЭБУ: P2K

### D16Y5
- VTEC-E
- Применения:
  - 1996—2000 Honda Civic HX
  - 1996 Honda Civic EX (седан; Перу)
  - 1996—1997 Honda Civic VTi (Филиппины, код двигателя PH16A)
  - 1998—2000 Honda Civic VTi (Филиппины, код двигателя P6FD1 (МКПП) или P6FD6 (АКПП S4PA))
    - Степень сжатия: 9,4:1
    - Мощность: 86 кВт (115 л. с.) при 5600 об/мин
    - Крутящий момент: 141 Н⋅м при 4500 об/мин
    - Клапанный механизм: SOHC VTEC-E (4 клапана на цилиндр)
    - Топливная система: OBD-2 MPFI
    - Код головки блока цилиндров: P2J

  - 1996—2000 Honda Civic VTI (седан; Австралия)[10]
    - Степень сжатия: 9,3:1
    - Мощность: 88 кВт (120 л. с.) при 5800 об/мин
    - Крутящий момент: 145 Н⋅м при 5200 об/мин
    - Клапанный механизм: SOHC VTEC-E (4 клапана на цилиндр)
    - Топливная система: OBD-2 MPFI
    - Код головки блока цилиндров: P2J
    - Код ЭБУ: P2N
    - Код поршня: P2MY
    - Красная зона: 7200 об/мин

### D16Y7
- Применения:
  - 1996—2000 Honda Civic DX/VP/LX/CX
  - 1998—2000 Honda Civic Special Edition — SE/EX (Канада)
  - 1996—1997 Honda Del Sol S
  - 1996—1997 Honda Civic Coupé LSI
    - Степень сжатия: 9,4:1
    - Мощность: 79 кВт (106 л. с.) при 6200 об/мин
    - Крутящий момент: 140 Н⋅м при 4600 об/мин
    - Красная зона: 6800 об/мин
    - Предел оборотов: 7200 об/мин
    - Клапанный механизм: SOHC (4 клапана на цилиндр)
    - Топливная система: OBD2 MPFI
    - Код головки блока цилиндров: P2A-2
    - Код поршня: P2E
    - Код ЭБУ: P2E

### D16Y8
- Клапанов: 16
- Клапанный механизм: SOHC VTEC
- Иные обозначения: D16Y6 (Новая Зеландия, Пакистан)
  - Применения:
    - 1996—1997 Honda Del Sol Si (США)
    - 1996—2000 Honda Civic EX (США, Великобритания)
    - 1996—1998 Honda Civic Coupe (Великобритания)
    - 1996—2000 Honda Civic Si (Канада)
    - 1997—2000 Acura 1.6 EL (Канада)
    - 1996—2000 Honda Civic Sedan Vti-E (ABS) (Таиланд)
      - Красная зона: 6800 об/мин
      - Предел оборотов: 7200 об/мин
      - Код ЭБУ: P2P
      - Код поршня: P2P
      - Топливная система: OBD2-b
      - Включение VTEC: 5600 об/мин
      - Мощность: 95 кВт (127 л. с.) при 6600 об/мин
      - Крутящий момент: 145 Н⋅м при 5500 об/мин
      - Степень сжатия: 9,6:1

### D16Y9
Двигатель D16Y9 идентичен двигателю D16Y4 за исключением отсутствия VTEC.
- Применения:
  - 1996—2000 Honda Ballade/Civic (Южная Африка, Венесуэла)
    - Мощность: 79 кВт (106 л. с.) при 5900 об/мин (АКПП: 81 кВт (108 л. с.) при 5500 об/мин)
      - 89 кВт (119 л. с.) при 6400 об/мин (Южная Африка)

    - Крутящий момент: 146 Н⋅м при 4000 об/мин
      - 146 Н⋅м при 5500 об/мин (Южная Африка)

    - Клапанный механизм: SOHC (4 клапана на цилиндр)
    - Топливная система: OBD2A MPFI
    - Красная зона: 7200 об/мин
    - Предел оборотов: 7400 об/мин
    - Клапанный механизм: SOHC (4 клапана на цилиндр)
    - Код головки блока цилиндров: P2A-9
    - Код поршня: P2K
    - Код ЭБУ: P2K (2 разъёма)

### D16Z5
Двигатель D16Z5 идентичен двигателю D16A9 за исключением наличия каталитического нейтрализатора и лямбда-зонда.
- Применения:
  - 09.1989—1992 Honda CRX (Европа)
    - Степень сжатия: 9,5:1
    - Мощность: 91 кВт (122 л. с.) при 6800 об/мин
    - Крутящий момент: 140 Н⋅м при 5700 об/мин
    - Клапанный механизм: DOHC (4 клапана на цилиндр)
    - Шестерня редуктора: 34 зуба
    - Топливная система: OBD-0 PGM-FI
    - Код головки блока цилиндров: P7
    - Код поршня: PM7
    - Код ЭБУ: PM7

### D16Z6
- VTEC
- Применения:
  - 1992—1995 Honda Civic Si (США)
  - 1992—1995 Honda Civic EX, EX-V

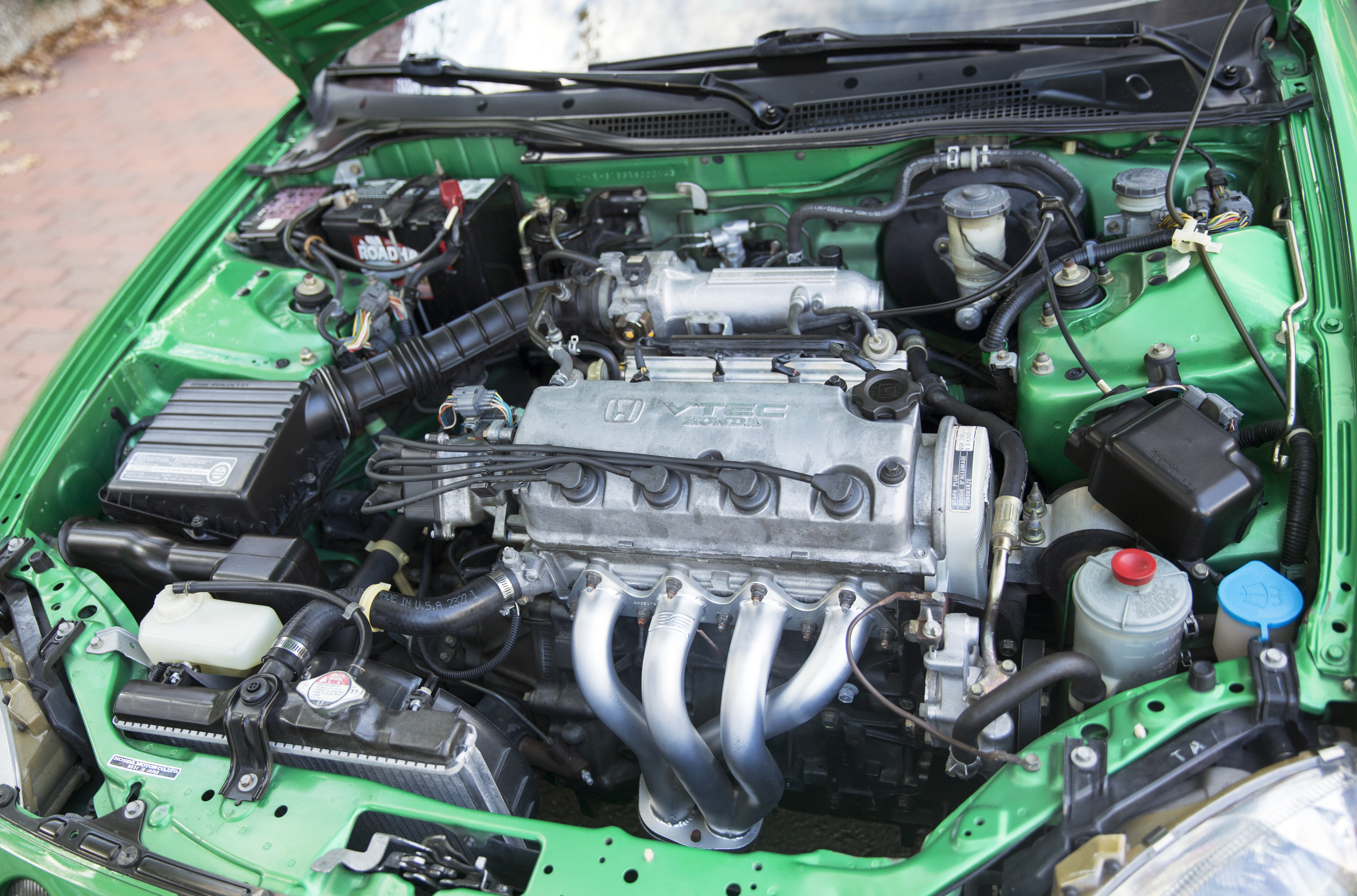
Двигатель D16Z6 в моторном отсеке 1994 Honda del Sol

  - 1992—1995 Honda Civic ESi (Европа)
  - 1993—1995 Honda Del Sol Si (США)
  - 1993—1996 Honda Del Sol ESi (Европа)
    - Степень сжатия: 9,2:1
    - Мощность: 93 кВт (125 л. с.) при 6600 об/мин
    - Крутящий момент: 144 Н⋅м при 5200 об/мин
    - Красная зона: 7200 об/мин
    - Отключение подачи топлива: 7400 об/мин
    - Включение VTEC: 4800 об/мин
    - Топливная система: OBD-1 PGM-FI
    - Код головки блока цилиндров: P08
    - Код ЭБУ: P28

### D16Z7
- VTEC
- Применения:
  - 1996—2000 Honda Civic EX Coupé
  - 1994 Honda Civic Rtsi 4wd
    - Степень сжатия: 9,6:1
    - Мощность: 127 л. с. при 6600 об/мин
    - Крутящий момент: 107 фунт·фут при 5500 об/мин
    - Красная зона: 7200 об/мин

### D16Z9
- VTEC
- Применения:
  - 1994—1995 Civic Coupé (EJ1) 1.6i ESi (Европа)
  - 1994—1995 Civic Sedan (EH5) 1.6i EX (США)
    - Степень сжатия: 9,3:1
    - Мощность: 97 кВт (130 л. с.) при 6600 об/мин
    - Крутящий момент: 144 Н·м при 5200 об/мин
    - Включение VTEC: 4800 об/мин
    - Красная зона: 7200 об/мин
    - Отключение подачи топлива: 7500 об/мин
    - Клапанный механизм: SOHC VTEC (4 клапана на цилиндр)
    - Топливная система: OBD-1 MPFI
    - Код ЭБУ: P28

## ZC

### SOHC ZC VTEC
- VTEC
- Применения:
  - 1991—1993 Honda Civic Ferio EJ3 (JDM)
  - 1992—1995 Honda Civic EJ1 (JDM)
  - 1992—1995 Honda Domani MA4 (JDM)
    - Объём: 1590 см3
    - Диаметр цилиндра × ход поршня: 75 мм × 90 мм
    - Степень сжатия: 9,2:1
    - Мощность: 96 кВт (128 л. с.) при 6600 об/мин
    - Крутящий момент: 145 Н⋅м при 5200 об/мин
    - Красная зона: 7200 об/мин
    - Отключение подачи топлива: 7300 об/мин
    - Включение VTEC: 5500 об/мин
    - Топливная система: OBD-1 MPFI
    - Код ЭБУ: P70 (Domani), P91 (Civic Coupé), P29

### DOHC ZC
- Применения:
  - 1984—1987 Honda Ballade CRX AS
  - 1984—1987 Honda Civic AT

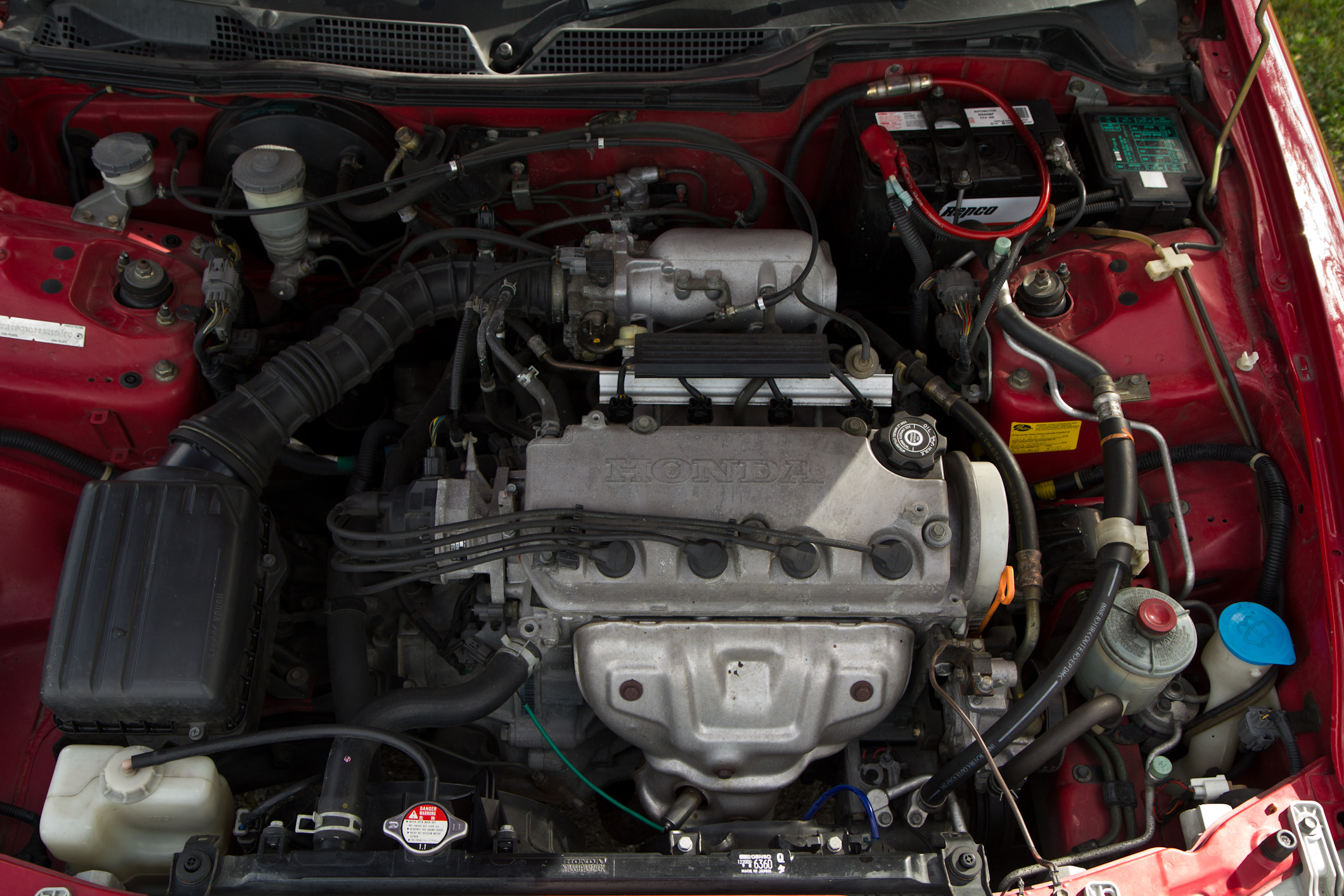
1,6-литровый двигатель Honda SOHC D16 в моторном отсеке JDM Integra (DC1)

  - 1985—1987 Honda Integra AV/DA1 (в низких комплектациях — с одним карбюратором)
  - 1986—1991 Honda CRX EF7
  - 1992—1995 Honda Civic EH1
    - Объём: 1590 см3
    - Диаметр цилиндра × ход поршня: 75 мм × 90 мм
    - Степень сжатия: 9,3:1 (1984—1987); 9,5:1 (1988—1989)
    - Мощность:
      - 73,5 кВт (100 л. с.) при 6800 об/мин (с одним карбюратором)
      - 85 кВт (115 л. с.) при 6250 об/мин (1984—1987)
      - 88 кВт (120 л. с.) при 6500 об/мин (1988—1989)
      - 96 кВт (130 л. с.) при 6800 об/мин (1989—1991)

    - Крутящий момент:
      - 126 Н⋅м при 5500 об/мин (с одним карбюратором)
      - 134 Н⋅м при 5500 об/мин (1984—1987)
      - 137 Н⋅м при 5500 об/мин (1988—1989)
      - 144 Н⋅м при 5700 об/мин (1989—1991)

    - Клапанный механизм: DOHC
    - Код поршня: PG6 (1986—1987); PM7 (1988—1989)
    - Топливная система: OBD-0 MPFI

## D17 (1,7 л)

### D17A
- Применения:
  - 2001—2005 Honda Civic (Япония)
    - Объём: 1668 см3
    - Диаметр цилиндра × ход поршня: 75 мм × 94,4 мм
    - Степень сжатия: 10,5:1
    - Мощность: 88 кВт (118 л. с.) при 4900 об/мин (при обеднённой смеси);
      - 103 кВт (138 л. с.) при 6750 об/мин (без обеднённой смеси)

    - Крутящий момент: 160 Н·м при 4800 об/мин
    - Предел оборотов: 7200 об/мин
    - Клапанный механизм: SOHC (4 клапана на цилиндр)
    - Топливная система: OBD-2 MPFI
    - ЭБУ: 37820 PLR J01-13 (МКПП)
    - Включение VTEC: 3900 об/мин (МКПП)

### D17A1
- Применения:
  - 2001—2005 Honda Civic DX/LX/VP
    - Объём: 1668 см3
    - Диаметр цилиндра × ход поршня: 75 мм × 94,4 мм
    - Степень сжатия: 9,5:1
    - Мощность: 91 кВт (122 л. с.) при 6400 об/мин
    - Крутящий момент: 149 Н⋅м при 4500 об/мин
    - Красная зона: 6750 об/мин
    - Предел оборотов: 7200 об/мин
    - Клапанный механизм: SOHC (4 клапана на цилиндр)
    - Топливная система: OBD-2 MPFI

### D17A2
- VTEC
- Применения:
  - 2001—2005 Honda Civic EX (США)
  - 2001—2005 Honda Civic LX (Европа)
  - 2001—2005 Honda Civic Si (Канада)
  - 2001—2005 Acura 1.7 EL (Канада)
  - 2000—2007 Honda Stream 1.7 (Япония)
  - 2004—2007 Honda FR-V 1.7 (Европа)
    - Объём: 1668 см3
    - Диаметр цилиндра × ход поршня: 75 мм × 94,4 мм
    - Степень сжатия: 9,9:1
    - Мощность:
      - 95 кВт (127 л. с.) при 6300 об/мин (Северная Америка)[11]
      - 92 кВт (123 л. с.) при 6300 об/мин (Япония)

    - Крутящий момент:
      - 155 Н⋅м при 4800 об/мин (Северная Америка)
      - 154 Н·м при 4800 об/мин (Япония)

### D17A5
- VTEC-E
- Применения:
  - 2001—2005 Honda Civic 170i VTEC (Южная Африка)
  - 2004 Honda Stream VTEC (Индонезия)
    - Объём: 1668 см3
    - Диаметр цилиндра × ход поршня: 75 мм × 94,4 мм
    - Степень сжатия: 9,9:1
    - Мощность: 97 кВт (130 л. с.) при 6300 об/мин
    - Крутящий момент: 155 Н·м при 4800 об/мин
    - Клапанный механизм: SOHC VTEC-E Lean Burn (4 клапана на цилиндр)
    - Включение VTEC: 3200 об/мин
    - Топливная система: OBD-2 MPFI

### D17A6
- VTEC-E
- Применения:
  - 2001—2005 Honda Civic HX
    - Объём: 1668 см3
    - Диаметр цилиндра × ход поршня: 75 мм × 94,4 мм
    - Степень сжатия: 9,9:1
    - Мощность: 87 кВт (117 л. с.) при 6100 об/мин
    - Крутящий момент: 150 Н⋅м при 4500 об/мин
    - Клапанный механизм: SOHC VTEC-E Lean Burn (4 клапана на цилиндр)
    - Включение VTEC: 2300 об/мин
    - Топливная система: OBD-2 MPFI

### D17A7
- Применения:
  - 2001—2005 Honda Civic GX
  - Топливо: КПГ (компримированный природный газ)
    - Объём: 1668 см3
    - Диаметр цилиндра × ход поршня: 75 мм × 94,4 мм
    - Степень сжатия: 12,5:1
    - Мощность: 75 кВт (100 л. с.) при 6100 об/мин
    - Крутящий момент: 133 Н⋅м при 4000 об/мин
    - Клапанный механизм: SOHC (4 клапана на цилиндр)
    - Топливная система: OBD-2 MPFI

### D17A8
- Применения:
  - 2001—2005 Honda Civic Coupé LS (Европа)
    - Объём: 1668 см3
    - Диаметр цилиндра × ход поршня: 75 мм × 94,4 мм
    - Степень сжатия: 9,9:1
    - Мощность: 85,8 кВт (115 л. с.) при 6100 об/мин
    - Крутящий момент: 149 Н⋅м при 4500 об/мин
    - Красная зона: 6750 об/мин
    - Предел оборотов: 7200 об/мин
    - Клапанный механизм: SOHC (4 клапана на цилиндр)
    - Топливная система: OBD-2 MPFI

### D17A9
- VTEC-E
- Применения:
  - 2001—2005 Honda Civic Coupe ES (Европа)
    - Объём: 1668 см3
    - Диаметр цилиндра × ход поршня: 75 мм × 94,4 мм
    - Степень сжатия: 9,9:1
    - Мощность: 92 кВт (123 л. с.) при 6300 об/мин
    - Крутящий момент: 145 Н⋅м при 4800 об/мин
    - Красная зона: 6800 об/мин
    - Предел оборотов: 7200 об/мин
    - Клапанный механизм: SOHC VTEC (4 клапана на цилиндр)
    - Включение VTEC: 2500—3200 об/мин
    - Топливная система: OBD-2 MPFI

### D17Z3
- VTEC
- Применения:
  - 2001—2006 Honda Civic EX (Бразилия)
  - 2005—2006 Honda Civic LXL (Бразилия)
    - Объём: 1668 см3
    - Диаметр цилиндра × ход поршня: 75 мм × 94,4 мм
    - Степень сжатия: 9,9:1
    - Мощность: 96 кВт (128 л. с.) при 6300 об/мин
    - Крутящий момент: 154 Н⋅м при 4800 об/мин
    - Красная зона: 6800 об/мин
    - Предел оборотов: 7000 об/мин
    - Клапанный механизм: SOHC VTEC (4 клапана на цилиндр)
    - Включение VTEC: 4800 об/мин
    - Топливная система: OBD-2 MPFI

### D17Z2
- Применения:
  - 2001—2006 Honda Civic LX (Бразилия)
  - 2004 Honda Civic LXL (Бразилия)
    - Объём: 1668 см3
    - Диаметр цилиндра × ход поршня: 75 мм × 94,4 мм
    - Степень сжатия: 9,9:1
    - Мощность: 85 кВт (113 л. с.) при 6300 об/мин
    - Красная зона: 6800 об/мин
    - Предел оборотов: 7000 об/мин
    - Клапанный механизм: SOHC (4 клапана на цилиндр)
    - Топливная система: OBD-2 MPFI